# Sphegina javana
Sphegina javana är en tvåvingeart som beskrevs av Meijere 1914. Sphegina javana ingår i släktet midjeblomflugor, och familjen blomflugor. Inga underarter finns listade i Catalogue of Life.